# Laser à atomes
Pour les articles homonymes, voir Laser (homonymie).
Un laser à atomes est un état cohérent d'atomes se propageant. Ils sont créés à partir d'un condensat d'atomes Bose-Einstein qui sont couplés en sortie à l'aide de diverses techniques. Tout comme un laser optique, un laser à atome est un faisceau cohérent qui se comporte comme une onde. Il y a eu certains arguments selon lesquels le terme « laser à atomes » est trompeur. En effet, "laser" signifie "Light Amplification by Stimulated Emission of Radiation" qui n'est pas particulièrement lié à l'objet physique appelé laser à atome et décrit peut-être plus précisément le condensat de Bose-Einstein (BEC). La terminologie la plus largement utilisée dans la communauté aujourd'hui est de distinguer le BEC, généralement obtenu par évaporation dans un piège conservateur, du laser à atomes lui-même, qui est une onde atomique se propageant obtenue par extraction à partir d'un BEC réalisé précédemment. Certaines recherches expérimentales en cours tentent d'obtenir directement un laser atomique à partir d'un faisceau d'atomes « chauds » sans faire d'abord un BEC piégé,.

## Introduction
Le premier laser à atomes pulsés a été démontré au MIT par le professeur Wolfgang Ketterle en novembre 1996. Ketterle a utilisé un isotope de sodium et a utilisé un champ magnétique oscillant comme technique de couplage de sortie, laissant la gravité retirer des morceaux partiels ressemblant beaucoup à un robinet qui goutte (Voir la vidéo dans les liens externes).
Depuis la création du premier laser à atomes, il y a eu une augmentation de la recréation des lasers à atomes ainsi que de différentes techniques de couplage de sortie et de recherche générale. Le stade de développement actuel du laser à atomes est analogue à celui du laser optique lors de sa découverte dans les années 1960 : les équipements et les techniques en sont à leurs premières phases de développement et restent strictement du domaine des laboratoires de recherche.
Le laser à atomes le plus brillant à ce jour a été démontré à l'IESL-FORTH, en Grèce.

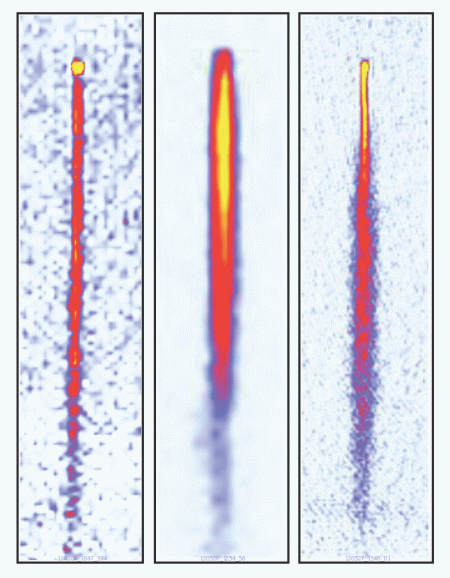
Trois lasers à atomes ultra-brillants

## Physique
La physique d'un laser à atomes est similaire à celle d'un laser optique. Les principales différences entre un laser optique et un laser à atomes sont que les atomes interagissent avec eux-mêmes, ne peuvent pas être créés comme les photons peuvent le faire et possèdent une masse contrairement aux photons (les atomes se propagent donc à une vitesse inférieure à celle de la lumière).  L'⁣interaction van der Waals des atomes avec les surfaces rend difficile la fabrication des miroirs atomiques, typiques des lasers conventionnels.
Un laser à atomes fonctionnant en pseudo-continu a été démontré pour la première fois par Theodor Hänsch, Immanuel Bloch et Tilman Esslinger à l'Institut Max-Planck d'optique quantique à Munich. Ils produisent un faisceau continu bien contrôlé couvrant jusqu'à 100 ms, alors que leur prédécesseur ne produisait que de courtes impulsions d'atomes. Cependant, cela ne constitue pas un laser à atomes continu puisque la reconstitution du BEC appauvri dure environ 100 fois plus longtemps que la durée de l'émission elle-même (c'est-à-dire que le rapport cyclique est de 1/100).

## Applications
Les lasers atomiques sont essentiels pour l'⁣holographie atomique. Semblable à l'⁣holographie conventionnelle, l'holographie atomique utilise la diffraction des atomes. La longueur d'onde de De Broglie des atomes est beaucoup plus petite que la longueur d'onde de la lumière, de sorte que les lasers à atomes peuvent créer des images holographiques à une résolution beaucoup plus élevée. L'holographie atomique pourrait être utilisée pour projeter des motifs de circuits intégrés complexes, à seulement quelques nanomètres, sur des semi-conducteurs.
Une autre application, qui pourrait également bénéficier des lasers à atomes, est l'⁣interférométrie atomique. Dans un interféromètre atomique, un paquet d'ondes atomiques est divisé de manière cohérente en deux paquets d'ondes qui suivent des chemins différents avant de se recombiner. Les interféromètres atomiques, qui peuvent être plus sensibles que les interféromètres optiques, pourraient être utilisés pour tester la théorie quantique et avoir une précision si élevée qu'ils pourraient même être capables de détecter des changements dans l'espace-temps. C'est parce que la longueur d'onde de de Broglie des atomes est beaucoup plus petite que la longueur d'onde de la lumière, les atomes ont une masse, et parce que la structure interne de l'atome peut également être exploitée.

## Voir également